# Pernis apivorus
Il pecchiaiolo occidentale (Pernis apivorus (Linnaeus, 1758)) è una specie di rapace diurno appartenente alla famiglia degli Accipitridi. Specie protetta, insettivora e migratrice, è presente in Europa solamente in estate.

## Tassonomia
La specie è stata descritta per la prima volta dal naturalista svedese Carl von Linné nel 1758 con il nome iniziale di Falco apivorus. Pernis è considerato un'alterazione del termine greco pternis che significa «uccello da preda»; apivorus deriva dal latino apis e voro che significano «ape» e «divoratore», e indicano le sue preferenze alimentari.
Alcune fonti considerano il pecchiaiolo orientale (Pernis ptilorhynchus), specie asiatica, conspecifico, ma il piumaggio è sempre diverso (in modo particolare non ha la macchia carpale scura) e non si conoscono individui con caratteri intermedi.

## Descrizione
Grande rapace simile alle poiane, il pecchiaiolo occidentale è privo della sporgenza ossea sopra l'occhio cosicché il capo appare simile a quello del piccione. La testa piccola, il collo lungo e la coda lunga con gli angoli arrotondati sono caratteristici dell'individuo in volo, che presenta una macchia carpale scura, ovale o rettangolare, nel sottoala.
Negli individui posati, la punta delle ali è più corta dell'estremità della lunga coda. A causa delle zampe corte, quando è posato sul terreno tiene una postura orizzontale. Il piumaggio ha più morfismi, ma, nel maschio adulto, nella femmina adulta e nel giovane, le variazioni della colorazione di fondo del corpo e delle copritrici inferiori dell'ala sono simili. In ogni caso, l'età e il sesso sono facilmente determinabili in base alla colorazione dell'occhio, della cera e della faccia e dall'estensione del nero sulle primarie esterne.
Il colore di fondo del piumaggio del corpo è uniforme e varia tra bianco, crema, marrone chiaro, marrone scuro, rossiccio,  e nero con molte colorazioni intermedie. Nelle parti inferiori l'adulto è marcato con una quantità variabile di sottili strie scure, di macchie scure o di larghe barre scure, oppure con una loro combinazione; il giovane, solo con larghe strie scure. L'adulto ha l'occhio giallo e la cera grigio scura; il giovane ha l'occhio di un marrone medio e la cera gialla. La femmina è solo leggermente più grande del maschio.

### Dimensioni
Lungo 51–57 cm, questo rapace ha un'apertura alare di 115–136 cm e un peso compreso tra 510 e 1050 g.

### Aspetto dell'adulto

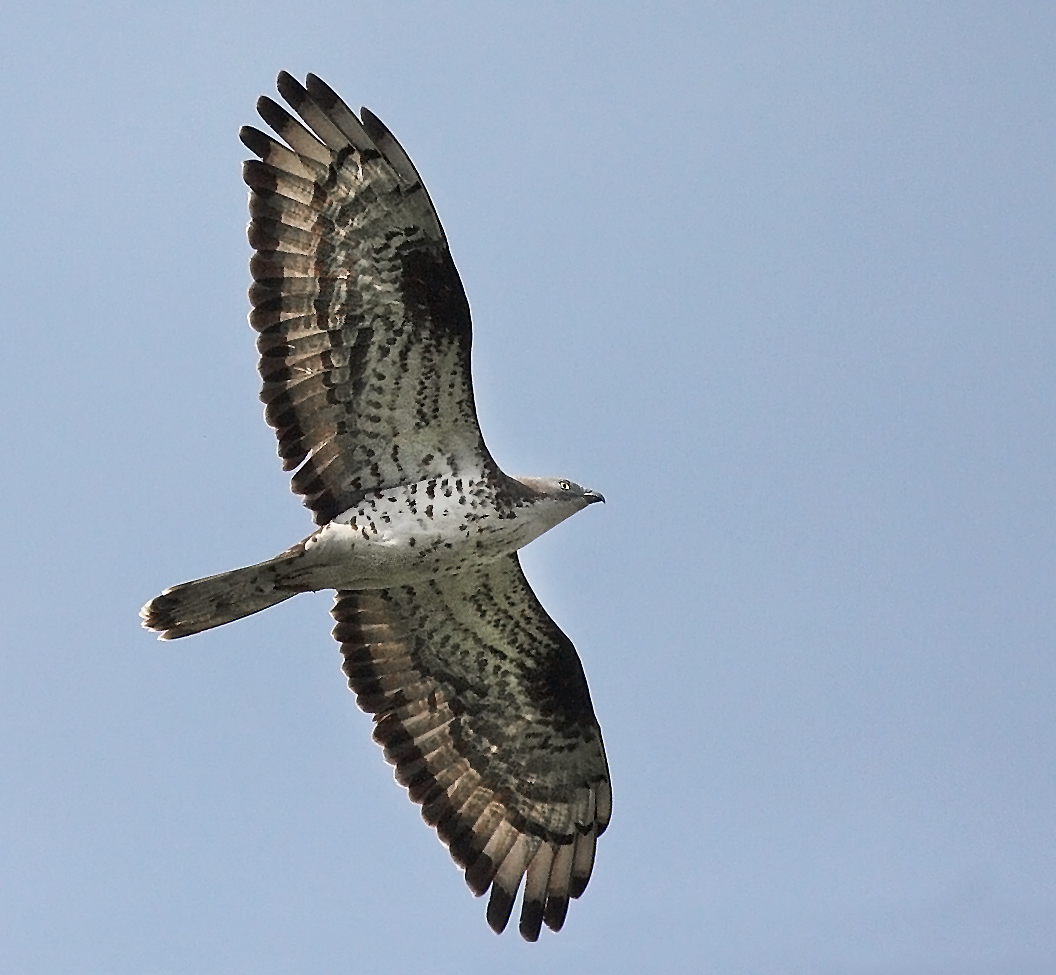
Pecchiaiolo in volo, visto dal basso.

I lati della faccia sono grigi. Inferiormente, le primarie esterne presentano le punte nere e una linea netta di separazione con la parte restante delle penne biancastra. La faccia inferiore delle secondarie è biancastra con un'ampia banda subterminale scura e un ampio spazio non barrato tra questa e le altre barre. In buone condizioni di luce, le parti superiori hanno una sfumatura grigiastra, l'ala presenta un margine posteriore scuro e la punta delle copritrici primarie scura. Le parti inferiori presentano una quantità variabile di macchie scure o di strie sottili sul petto e di barrature scure su ventre e fianchi, ma possono anche essere completamente prive di qualsiasi marcatura. Da sopra, la coda presenta un'ampia banda subterminale scura e due barre più sottili scure vicino alla base.

### Aspetto del giovane

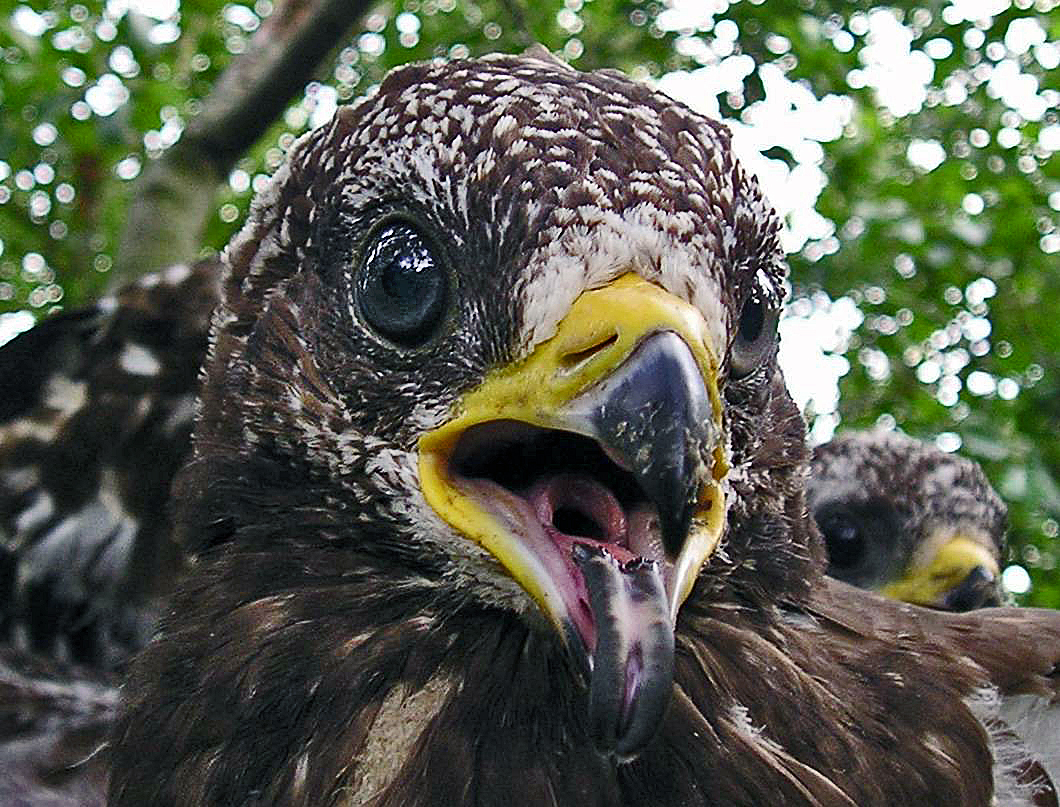
Primo piano della testa di un giovane pecchiaiolo.

Di solito il capo è piuttosto chiaro, a volte completamente bianco, ma sempre con la fronte bianca. Le parti superiori sono marrone scuro, con un pannello chiaro sulla faccia superiore delle primarie, con la punta chiara delle grandi copritrici superiori dell'ala e con le copritrici caudali superiori chiare che formano una «U» evidente. Sulla parte inferiore delle primarie esterne il colore scuro si estende oltre la metà esterna della penna e la base è biancastra. Nel piumaggio nuovo, le secondarie e le primarie interne hanno ampie punte chiare. La faccia inferiore delle secondarie è bruna, queste contrastano con le primarie biancastre e formano una macchia scura nel sottoala degli individui in volo. Le grandi copritrici inferiori secondarie sono più chiare delle secondarie e delle altri copritrici, spesso risultano come una barra color camoscio che attraversa la faccia inferiore dell'ala. Le parti inferiori sono striate. Da sopra, la coda può presentare sia quattro barre scure, ugualmente distanziate ma meno evidenti, sia il disegno della femmina adulta.

## Distribuzione e habitat

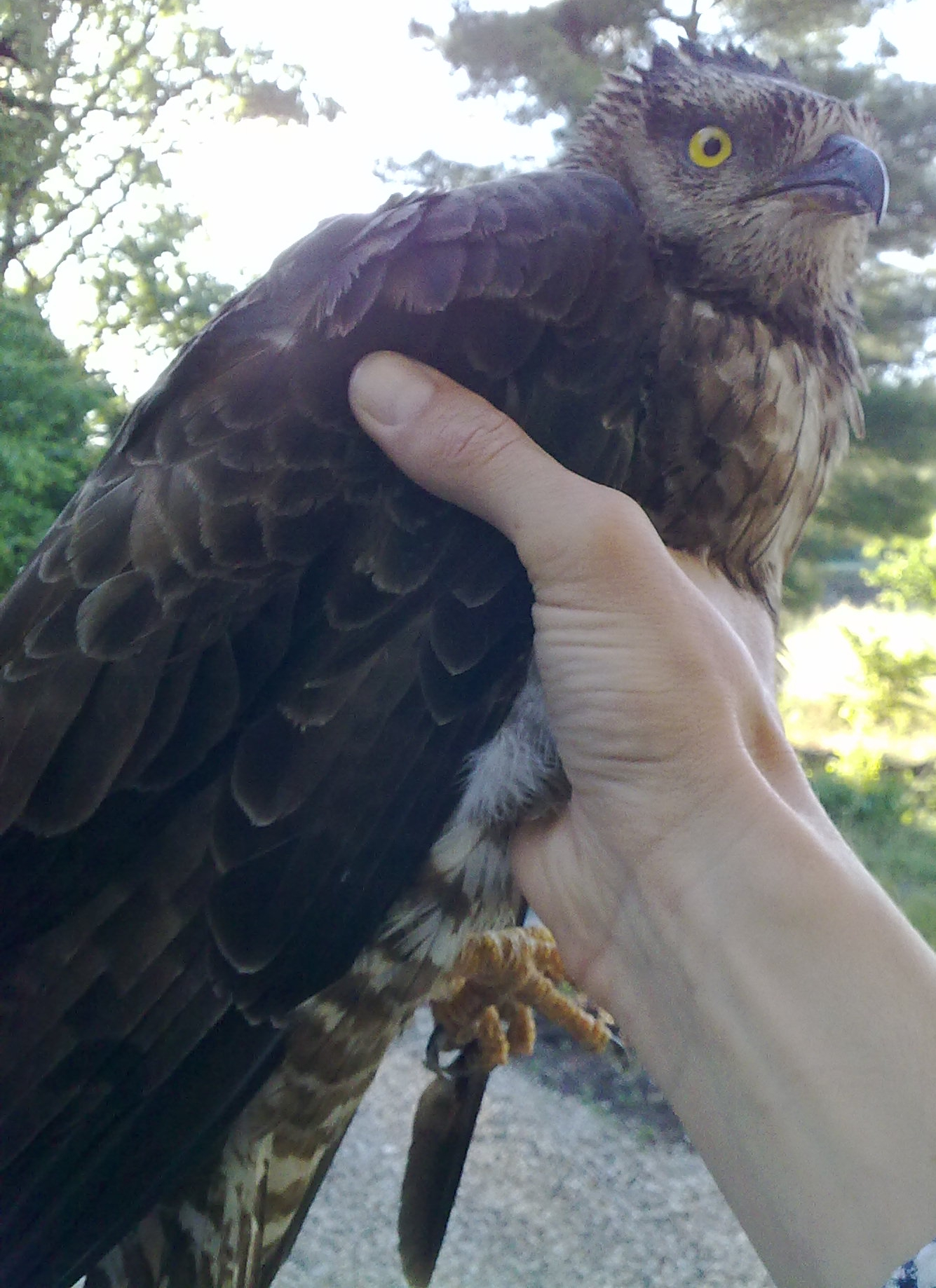
Pecchiaiolo nel sud della Francia.

Questa specie si riproduce nella maggior parte dell'Europa ed è diffuso, a est, fino al lago Balkhash e al fiume Ob, ma non è presente in gran parte della Scandinavia e delle isole Britanniche. Manca anche nell'Italia meridionale e insulare, in Grecia, in gran parte della penisola iberica e nelle isole del Mediterraneo. La popolazione nidificante europea, sostanzialmente stabile nel periodo 1970-1990, venne stimata nel 2001 a 110.000-160.000 coppie, delle quali oltre 500 in Italia.
Proprio in Italia, in particolare, la sua presenza è chiaramente molto diffusa lungo le Alpi (specialmente nelle foreste con ampie boscaglie o pinete) e negli Appennini settentrionali (Liguria ed Emilia-Romagna), meno concentrato negli Appennini centro-meridionali fino alla sua assenza nel Meridione. In Pianura Padana, la cui nidificazione era ritenuta rara, sta pian piano tornando ad occupare nuovi territori con buona presenza boschiva.
I falchi pecchiaioli vivono in zone boscose, ricche di grossi alberi, ma vengono spesso avvistati anche in radure o in territori più aperti, al lato di strade o corsi d'acqua. Alla fine della stagione riproduttiva, i falchi pecchiaioli migrano verso l'Africa centrale o meridionale. Migrando, essi volano spesso in gran numero, non in veri stormi, ma piuttosto in flussi continui, che seguono degli itinerari ben precisi: lungo le rive dei laghi, ad esempio. Essi attraversano il Mediterraneo a Gibilterra o in altri punti in cui la traversata del mare sia la più corta possibile, sciamando nella traversata quando le condizioni atmosferiche sono favorevoli. Molti uccelli perciò attraversano lo stretto di Gibilterra, lo stretto di Messina o il Bosforo, nel loro viaggio verso l'Africa.
Inoltre questi accipitridi, come tutti gli uccelli di maggiori dimensioni, quali falchi, aquile e cicogne, prendono quota con l'ausilio di correnti termiche (correnti ascensionali di aria calda) mentre si trovano sulla terraferma, poi planano attraverso il mare, spendendo così il minimo possibile di energia. Sfortunatamente, essi vengono abbattuti durante la loro migrazione attraverso l'Europa meridionale; il che non è necessario ed è addirittura insensato, poiché i falchi pecchiaioli raramente attaccano uccelli o mammiferi, ma predano principalmente a spese delle vespe, le quali possono comportarsi da parassite nei frutteti.

## Biologia

### Locomozione
Il volo battuto è caratterizzato da battiti lenti e profondi con l'ala elastica. Volteggia con le ali piatte, talvolta leggermente a «V»; scivola con il polso al livello del corpo, ma con la punta dell'ala abbassata in modo evidente. Non fa mai lo spirito santo.
In volo sposta spesso il capo da una parte e dall'altra; mentre manovra muove la coda come i nibbi.

### Alimentazione

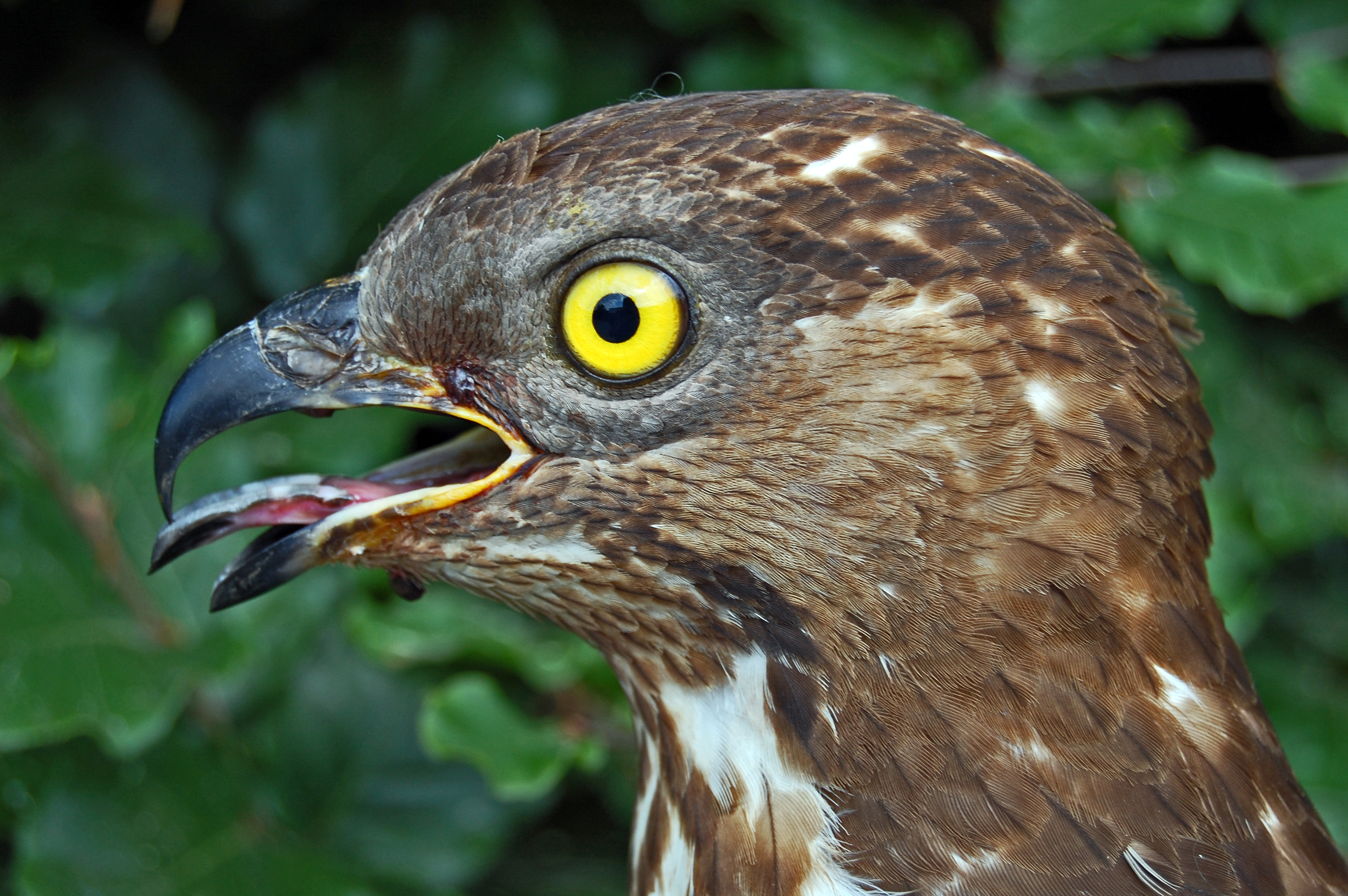
Primo piano della testa di un pecchiaiolo adulto in cui sono evidenti le piume che proteggono la base del becco e gli occhi.

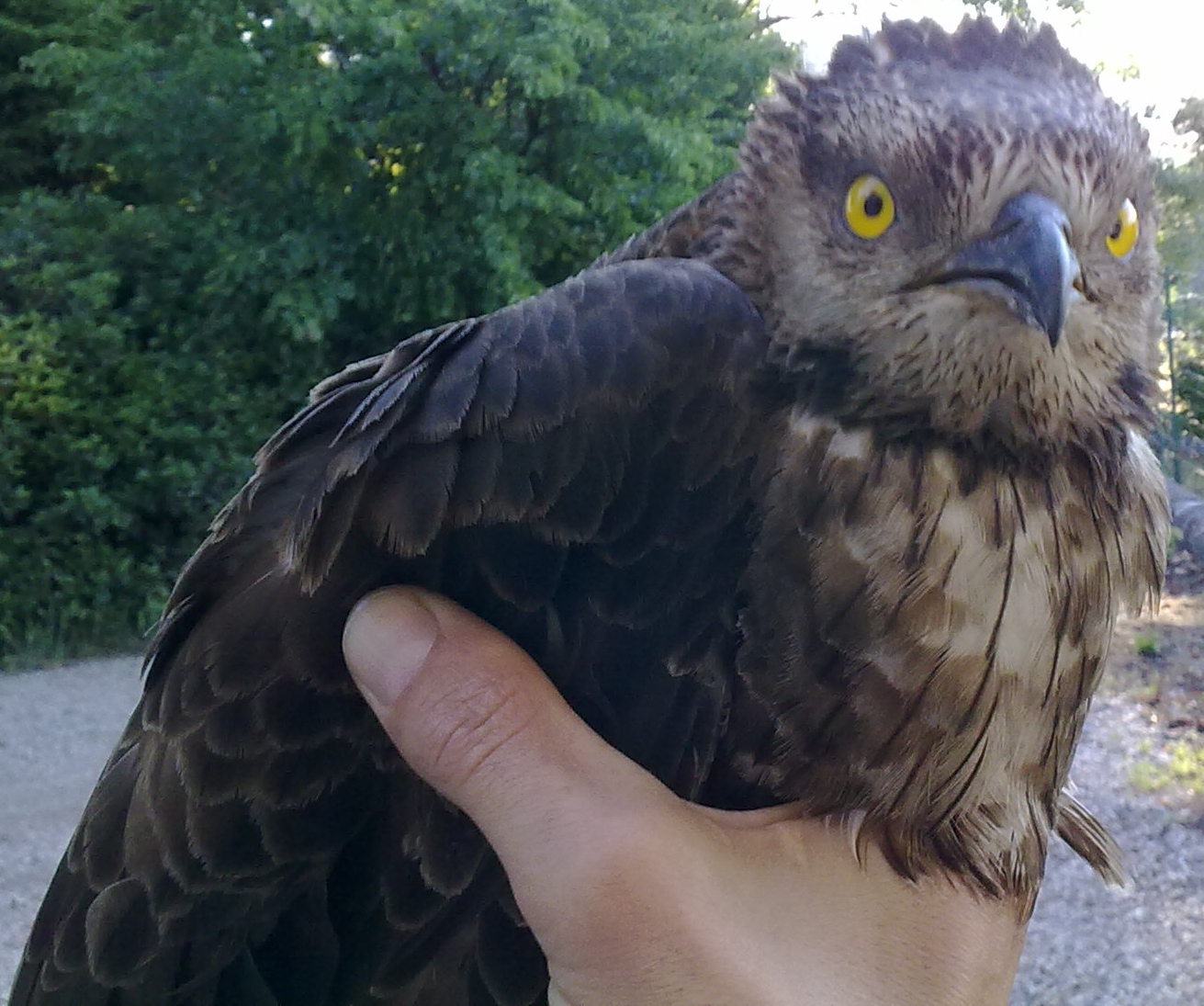
Primo piano di un pecchiaiolo adulto trovato ferito nel sud della Francia.

Il pecchiaiolo è chiamato in tedesco Wespenbussard, vale a dire «poiana delle vespe», e questo sarebbe un nome più adeguato, specie per quanto riguarda il suo cibo fondamentale che è rappresentato da larve di vespe. Occasionalmente, mangia anche miele e cera. È stato spesso visto tirar fuori i favi dai grandi nidi di vespe e di api, così come dai nidi più piccoli dei calabroni. Comunque l'interesse maggiore dei falchi pecchiaioli nei favi è rappresentato dalle larve e dalle pupe. Agendo così, tuttavia, rischiano di essere punti dalle api e dalle vespe operaie. Il piumaggio costituisce senza dubbio una sufficiente protezione e questi uccelli sono provvisti anche di speciali penne, simili a scaglie, attorno agli occhi e alla base del becco.
Non c'è poi da meravigliarsi se il pecchiaiolo non viene visto ascendere a grandi altezze tanto spesso quanto la poiana eurasiatica: infatti il suo cibo è al suolo o in prossimità di esso. Al contrario, i falchi pecchiaioli possono essere visti mentre corrono sul terreno, qua e là, assai agilmente. Scoperto un nido di vespe, vi scavano attorno, grattando poi la terra sul retro con ambedue le zampe e tirando quindi fuori pezzi di favo. Talvolta è necessario un buco assai profondo e sono stati visti falchi pecchiaioli sparire persino entro buche profonde 48 cm
Si è anche detto che i falchi pecchiaioli a malapena meritano il nome di uccelli da preda, a causa della loro preferenza per le vespe e le api. Essi, tuttavia, si nutrono anche di formiche, farfalle, maggiolini e locuste e, occasionalmente, catturano anche piccoli mammiferi, lumache, serpenti, vermi, rane e uova e piccoli di altri uccelli. Mangiano anche un po' di frutta.

### Comportamento sociale

#### Relazioni intraspecifiche
Il sito di nidificazione è situato entro i confini di un territorio le cui dimensioni (di 10–40 km²) sono determinate dalla quantità di risorse alimentari nelle vicinanze del nido. I confini di questo territorio possono sovrapporsi a quelli di una coppia di falchi pecchiaioli vicini, ma i dintorni del nido vengono difesi ferocemente da ogni tipo di uccelli rapaci.

#### Vocalizzazioni
Il pecchiaiolo emette un acuto kii-er completamente diverso dalla lamentevole nota della poiana, o anche un rapido ki-ki-ki.

### Riproduzione

#### Fondazione del territorio e costruzione del nido
La stagione della riproduzione ha luogo tra aprile e giugno, coincidendo quindi con il periodo di maggior abbondanza di larve di imenotteri, nutrimento principale dei nidiacei. Il pecchiaiolo tende a tornare agli stessi siti di nidificazione ogni anno. Il corteggiamento, simile a quello della poiana eurasiatica, avviene piombando giù e innalzandosi più volte come per percorrere una strada ricca di dossi e cunette. Poi, al culmine dell'ascensione, il pecchiaiolo si libra per qualche secondo e batte le sue ali sul dorso due o tre volte, in rapida successione. Ambedue gli uccelli possono anche salire piuttosto in alto al disopra del nido, quindi il maschio si tuffa sulla femmina.

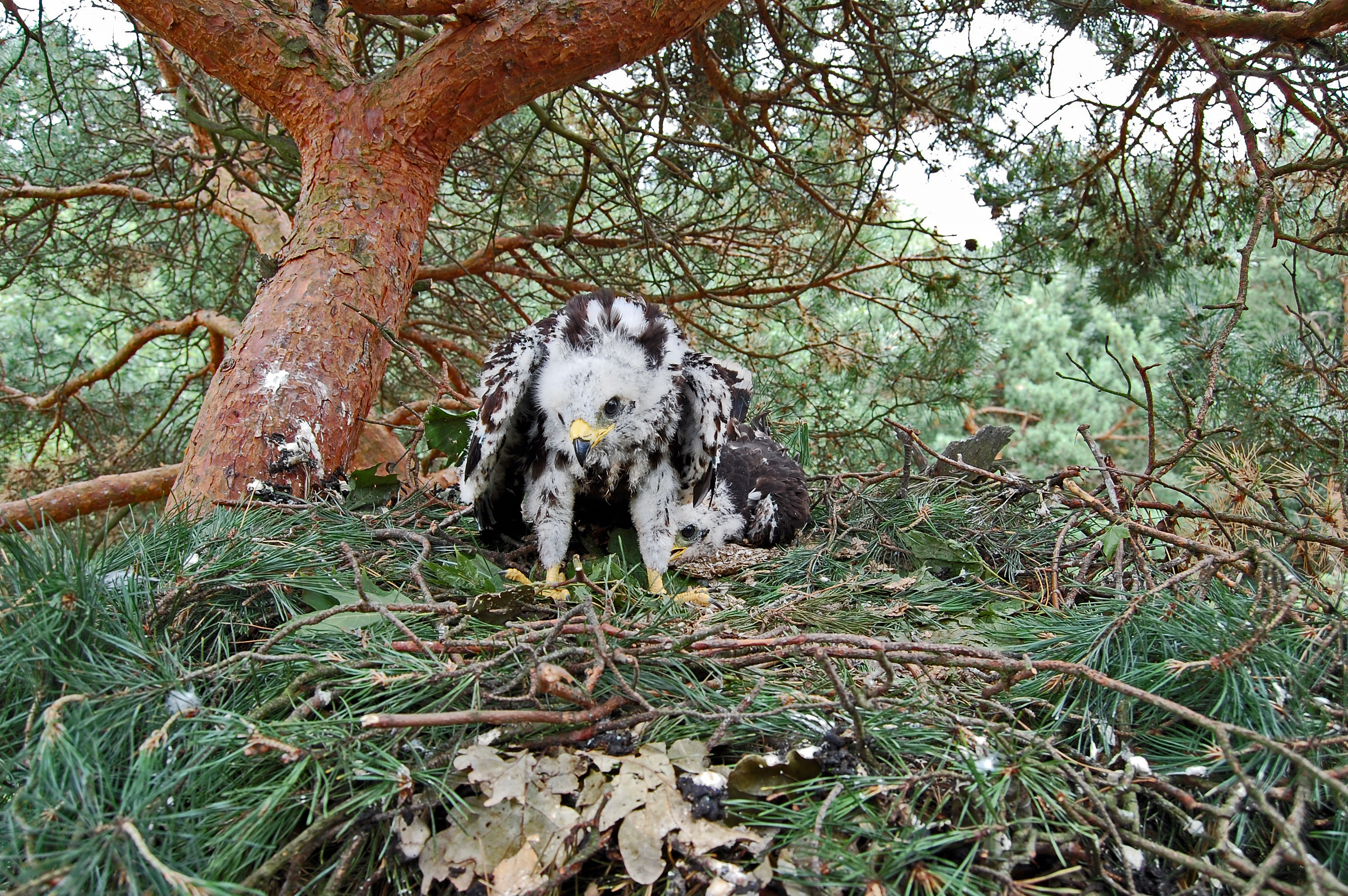
Nido di pecchiaiolo contenente due nidiacei di 28 e 30 giorni.

Il pecchiaiolo costruisce generalmente un nuovo nido, ma può anche riutilizzare un nido di Corvide o di poiana eurasiatica, aggiungendo rami freschi al rivestimento. Il nido viene di solito costruito su un albero, su un ramo laterale a 10–20 m d'altezza dal terreno; è costituito da piccoli rami e da ramoscelli che portano ancora le foglie. La costruzione del nido è realizzata essenzialmente dalla femmina, che completa questo lavoro in 10-15 giorni.

#### Covata, incubazione e allevamento dei piccoli

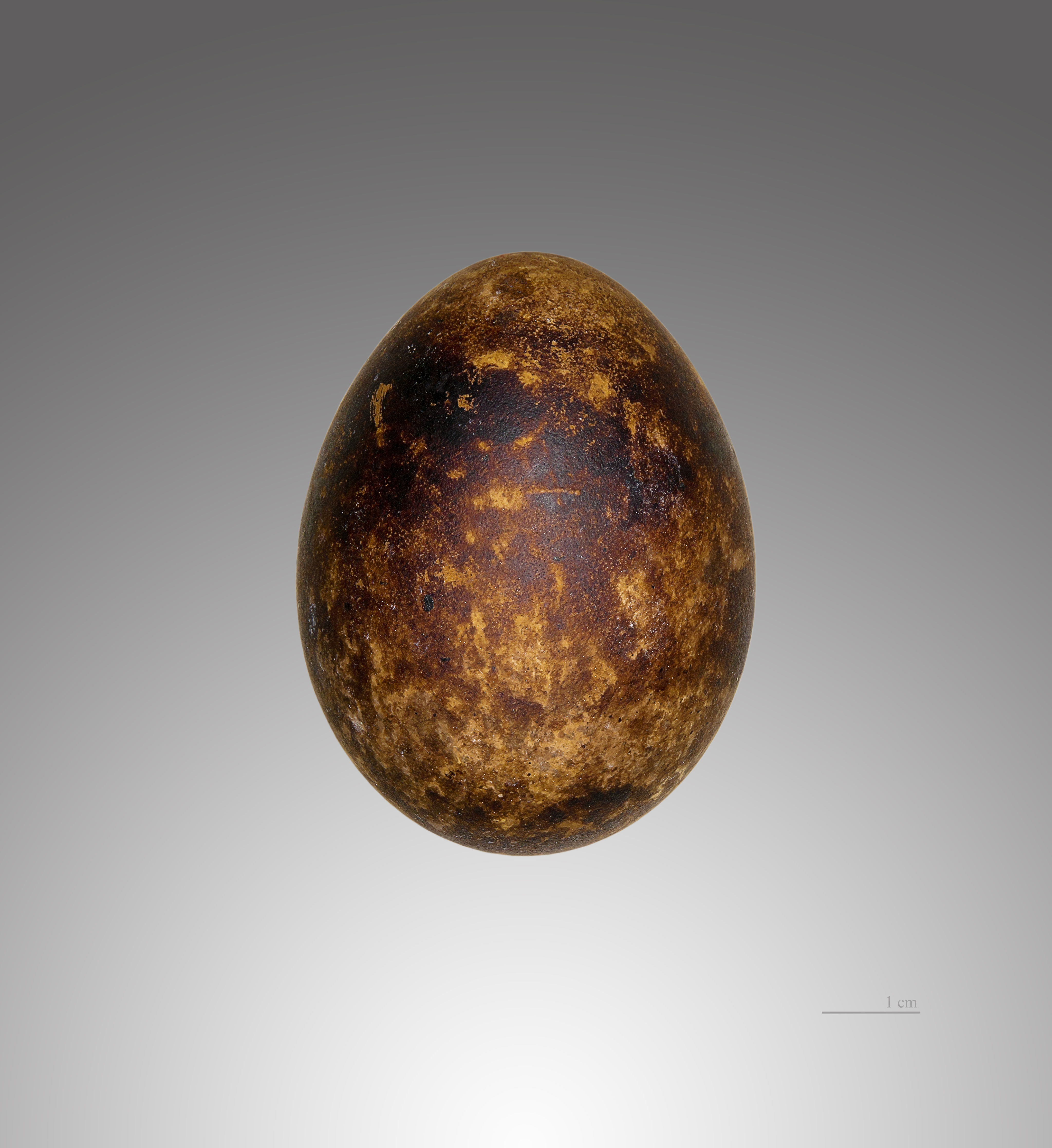
Uovo di pecchiaiolo - Museo di Tolosa.

Il pecchiaiolo depone un'unica covata all'anno; se la prima covata viene distrutta, la femmina può deporre una covata sostitutiva, ma ciò sembra accadere molto raramente.
La femmina depone 1-3 (generalmente 2) uova bianche fortemente chiazzate di rosso-bruno, che misurano in media 52 × 41 mm e pesano circa 49 g. Le uova vengono deposte a 3-5 giorni di intervallo; l'incubazione ha inizio dopo la deposizione del primo uovo. Maschio e femmina covano le uova a turno per 30-35 giorni (sembra che la femmina sia più assidua a questo compito e che si occupi dell'incubazione durante la notte).
La schiusa delle uova avviene a qualche giorno di distanza, ma a differenza di quel che accade presso un gran numero di rapaci, non vi è alcuna rivalità in seno alla covata, e le dispute per il nutrimento sono rare. Nel corso dei primi 7-10 giorni, a occuparsi dei piccoli è quasi esclusivamente la femmina. Il maschio si allontana quindi in cerca di cibo, principalmente di frammenti di favi di sciami selvatici di imenotteri, che la femmina frantumerà con il becco per nutrire i nidiacei con le larve contenute all'interno. A partire dal 18º giorno, i piccoli sono in grado di estrarre da soli le larve dai frammenti di favo portati dai due genitori, che depositano il nutrimento nel nido. Le altre prede, soprattutto i piccoli vertebrati, vengono spesso ridotte in piccoli pezzi prima di essere portate al nido. Il maschio si occupa molto frequentemente dei piccoli anche quando la femmina è presente. È stato osservato che se la femmina muore, il maschio è in grado di portare avanti da solo l'allevamento dei piccoli.
I giovani, che sono nidicoli pur essendo ricoperti di piumino fin dalla nascita, si involano dopo 35-45 giorni; rimangono tuttavia per qualche tempo in vicinanza del nido, dove i genitori continuano a nutrirli fino a quando hanno circa 55 giorni di età. Poco tempo dopo abbandonano il nido, ma divengono del tutto indipendenti verso i 75-100 giorni.
Il pecchiaiolo raggiunge la maturità sessuale attorno ai 3 anni di età. Il record di longevità, registrato da un esemplare inanellato in Germania e trovato morto per cause naturali, è di 29 anni.

## Conservazione
In Europa, benché le popolazioni di Finlandia e Svezia abbiano conosciuto un certo declino nel decennio 1990-2000, le popolazioni di Russia, Bielorussia e Francia vengono considerate stabili. BirdLife International e la IUCN includono questa specie nella categoria LC (Least Concern, «rischio minimo»), poiché l'areale che occupa è molto vasto (stimato a 10 milioni di km²) e la sua popolazione totale è numerosa (tra 100.000 e 1 milione di esemplari). Nel dettaglio, tuttavia, la specie viene ancora considerata vulnerabile in Italia, Svizzera e Portogallo, e prossima alla minaccia in Svezia e Norvegia.
Il pecchiaiolo subisce la pressione venatoria, in particolare durante le migrazioni. È inoltre minacciato dal degrado dell'habitat e dalla diminuzione del numero delle sue prede, a causa dell'utilizzo dei pesticidi e dei cambiamenti climatici. Inoltre la specie sembra preferire per la nidificazione gli alberi di Aghifoglie, pertanto bisogna considerare di dare un'accurata preservazione delle pinete.
La concentrazione di migliaia di rapaci sullo stretto di Messina, durante la migrazione primaverile, ha determinato nel passato il nascere di una forma di caccia tradizionale al pecchiaiolo. Con il divieto della caccia primaverile, introdotto nei primi anni '70, tale caccia è diventata una forma di bracconaggio contrastata dagli organi competenti dello Stato italiano e, con grande impegno, dalle associazioni ambientaliste. Il Corpo Forestale dello Stato compie ogni primavera un apposito servizio antibracconaggio, denominato «Operazione Adorno» (adorno è il nome in dialetto calabrese dell'animale), che vede impegnato il reparto speciale NOA (Nucleo Operativo Anti-bracconaggio). La specie compare nell'appendice I della direttiva Uccelli dell'Unione europea, e dal 1979 è protetta in parte dalla CITES nell'appendice II (statuto convalidato nel 2003), come tutti gli Accipitriformi. È inoltre protetta dalla Convenzione di Berna e dalla CMS (Convenzione di Bonn, che protegge tutti gli Accipitridi), in entrambi i casi nell'appendice II, nonché dalla African Convention on Conservation, dove compare nella classe B.
Il pecchiaiolo compare su numerosi francobolli di vari Paesi.